# Woodland Hills (Kentucky)
Woodland Hills – miasto w Stanach Zjednoczonych, w stanie Kentucky, w hrabstwie Jefferson.